# WTA Finals 2024
WTA Finals 2024 var en tennisturnering for kvinder, der blev spillet indendørs på hardcourtbaner i King Saud University Indoor Arena i Riyadh, Saudi-Arabien i perioden 2. - 9. november 2024. Det var den 53. udgave af WTA Tour-mesterskaberne siden den første turnering i 1972, og turneringen blev afviklet under navnet WTA Finals Riyadh presented by PIF. Turneringen var sæsonens sidste på WTA Tour 2024.
Singletitlen blev vundet af tredjeseedede Coco Gauff, som i finalen besejrede Zheng Qinwen (seedet 7) med 3-6, 6-4, 7-6(2), og som dermed vandt tourmesterskabet for første gang. Finalen varede 3 timer og 4 minutter og blev dermed den længste WTA Finals-finale, siden statistikker for kamplængde officielt blev indført i 2008. Finalen var Coco Gauffs ottende i karrieren på hardcourt, og med sin ottende sejr fortsatte hun sin perfekte finalestatistik på dette underlag. Begge finalister var i deres første WTA Finals-finale, og tilsammen var 20-årige Gauff og 22-årige Zheng den yngste par af finalister i turneringen siden Serena Williams og Marija Sjarapova i 2004, og Coco Gauff var den yngste finalist siden Caroline Wozniacki i 2010 og den yngste mester, siden 17-årige Sjarapova sejrede 20 år tidligere. Undervejs i turneringen havde Gauff besejret verdensranglistens nr. 1 og 2, Aryna Sabalenka og Iga Świątek, og det var første gang, at en spiller besejrede både nr. 1 og 2 på ranglistet i en turnering, siden Marija Sjarapova ved US Open 2006.
I damedoubleturneringen sejrede Gabriela Dabrowski og Erin Routliffe efter finalesejr på 7-5, 6-3 over Kateřina Siniaková og Taylor Townsend, hvorved den canadisk-newzealandske duo fik revanche for nederlaget til netop Siniaková og Townsend i Wimbledon-finalen tidligere på sæsonen. Dabrowski og Routliffe gik ubesejret gennem turneringen men måtte afværge en matchbold i deres gruppekamp mod de olympiske mestre, Sara Errani og Jasmine Paolini. Turneringssejren var Gabriela Dabrowski og Erin Routliffes fjerde som makkere og deres anden i WTA Tour 2024, idet de tidligere på sæsonen også havde vundet i Nottingham. Den var endvidere Dabrowskis 16. WTA-titel i karrieren, mens Routliffe nåede op på otte doubletitler på WTA Tour.
Resultaterne medførte, at Aryna Sabalenka bevarede sin plads som nr. 1 på WTA's verdensrangliste og dermed for første gang i sin karriere sluttede sæsonen som verdens bedste spiller. På doubleranglisten forsvarede Kateřina Siniaková også sin førsteplads, og det var fjerde gang i karrieren, at tjekken endte sæsonen som verdens nr. 1 i damedouble.
Siden Ruslands invasion af Ukraine i begyndelsen af 2022 havde tennissportens styrende organer, WTA, ATP, ITF og de fire grand slam-turneringer, tilladt, at spillere fra Rusland og Hviderusland fortsat kunne deltage i grand slam-turneringer samt turneringer på ATP Tour og WTA Tour, men de kunne ikke stille op under landenes navne eller flag, og spillerne fra de to lande deltog derfor i turneringen under neutralt flag.
Riyadh var værtsby for WTA Finals for første gang og blev den 4. april 2024 udpeget som vært for turneringen i perioden 2024-26.

## Præmier
Den samlede præmiesum for WTA Finals 2024 androg $ 15.250.000, hvilket er en stigning på 69 % i forhold til året før.
| Resultat                               | Single                                                                                | Double                                                                              |
| Resultat                               | Pr. spiller                                                                           | Pr. par                                                                             |
| -------------------------------------- | ------------------------------------------------------------------------------------- | ----------------------------------------------------------------------------------- |
| Startpenge for reserver                | $ 140.000 (0 spillede kampe) $ 200.000 (1 spillet kampe) $ 250.000 (2 spillede kampe) | $ 60.000 (0 spillede kampe) $ 84.000 (1 spillet kampe) $ 106.000 (2 spillede kampe) |
| Startpenge                             | $ 335.000 (3 spillede kampe) $ 275.000 (2 spillede kampe) $ 225.000 (1 spillet kamp)  | $ 140.000 (3 spillede kampe) $ 116.000 (2 spillede kampe) $ 94.000 (1 spillet kamp) |
| Vundet kamp i gruppespillet (pr. sejr) | +$ 350.000                                                                            | +$ 70.000                                                                           |
| Vundet semifinale                      | +$ 1.270.000                                                                          | +$ 255.000                                                                          |
| Vundet finale                          | +$ 2.500.000                                                                          | +$ 520.000                                                                          |

En ubesejret singlemester kunne derfor vinde $ 5.155.000, mens der var $ 1.125.000 til et ubesejret doublepar.

## Damesingle

### Deltagere
Damesingleturneringen havde deltagelse af de otte spillere, der i løbet af sæsonen har vundet flest point på WTA Tour 2024, bortset fra hvis en eller flere af sæsonens fire vindere af grand slam-mesterskaberne i damesingle ikke kvalificerer sig, og i så fald gik den ottende plads til den bedst rangerede af de ikke-kvalificerede grand slam-mestre.
Følgende spillere har kvalificeret sig til mesterskabet:
| Spiller            | Kvalifikationsdato | Ref.   |
| ------------------ | ------------------ | ------ |
| Iga Świątek        | 6. august 2024     | [ 8 ]  |
| Aryna Sabalenka    | 6. september 2024  | [ 9 ]  |
| Coco Gauff         | 14. oktober 2024   | [ 10 ] |
| Jasmine Paolini    | 14. oktober 2024   | [ 10 ] |
| Jelena Rybakina    | 14. oktober 2024   | [ 10 ] |
| Jessica Pegula     | 14. oktober 2024   | [ 10 ] |
| Zheng Qinwen       | 16. oktober 2024   | [ 11 ] |
| Barbora Krejčíková | 16. oktober 2024   | [ 11 ] |

Darja Kasatkina og Danielle Collins var reserver ved turneringen.

### Grupper
Spillerne blev ved lodtrækning inddelt i to grupper, således at 1.- og 2.-seedet kom i hver sin gruppe, 3.- og 4.-seedet kom i hver sin gruppe osv.
| Lilla gruppe        | Orange gruppe          |
| ------------------- | ---------------------- |
| Aryna Sabalenka [1] | Iga Świątek [2]        |
| Jasmine Paolini [4] | Coco Gauff [3]         |
| Jelena Rybakina [5] | Jessica Pegula [6]     |
| Zheng Qinwen [7]    | Barbora Krejčíková [8] |

### Gruppespil

#### Lilla gruppe
| Dato        | Vinder          | Taber           | Resultat         |
| ----------- | --------------- | --------------- | ---------------- |
| 2. november | Aryna Sabalenka | Zheng Qinwen    | 6–3, 6–4         |
| 2. november | Jasmine Paolini | Jelena Rybakina | 7–6(5), 6–4      |
| 4. november | Zheng Qinwen    | Jelena Rybakina | 7–6(4), 3–6, 6–1 |
| 4. november | Aryna Sabalenka | Jasmine Paolini | 6–3, 7–5         |
| 6. november | Zheng Qinwen    | Jasmine Paolini | 6–1, 6–1         |
| 6. november | Jelena Rybakina | Aryna Sabalenka | 6–4, 3–6, 6–1    |

| Spillere            | Kampe (V-T) | Sæt (V-T)     | Partier (V-T)   |
| ------------------- | ----------- | ------------- | --------------- |
| Aryna Sabalenka [1] | 2–1         | 5–2 (71,43 %) | 36–30 (54,55 %) |
| Zheng Qinwen [7]    | 2–1         | 4–3 (57,14 %) | 35–27 (56,45 %) |
| Jasmine Paolini [4] | 1–2         | 2–4 (33,33 %) | 23–35 (39,66 %) |
| Jelena Rybakina [5] | 1–2         | 3–5 (37,5 %)  | 38–40 (48,72 %) |

#### Orange gruppe
Jessica Pegula trak sig fra gruppespillet inden sin tredje kamp. Hun blev erstattet af førstereserven, Darja Kasatkina.
| Dato        | Vinder             | Taber              | Resultat      |
| ----------- | ------------------ | ------------------ | ------------- |
| 3. november | Iga Świątek        | Barbora Krejčíková | 4–6, 7–5, 6–2 |
| 3. november | Coco Gauff         | Jessica Pegula     | 6–3, 6–2      |
| 5. november | Barbora Krejčíková | Jessica Pegula     | 6–3, 6–3      |
| 5. november | Coco Gauff         | Iga Świątek        | 6–3, 6–4      |
| 7. november | Iga Świątek        | Darja Kasatkina    | 6–1, 6–0      |
| 7. november | Barbora Krejčíková | Coco Gauff         | 7–5, 6–4      |

| Spillere               | Kampe (V-T) | Sæt (V-T)     | Partier (V-T)   |
| ---------------------- | ----------- | ------------- | --------------- |
| Barbora Krejčíková [8] | 2–1         | 5–2 (71,43 %) | 38–32 (54,29 %) |
| Coco Gauff [3]         | 2–1         | 4–2 (66,67 %) | 33–25 (56,9 %)  |
| Iga Świątek [2]        | 2–1         | 4–3 (57,14 %) | 36–26 (58,06 %) |
| Jessica Pegula [6]     | 0–2         | 0–4 (0 %)     | 11–24 (31,43 %) |
| Darja Kasatkina [9]    | 0–1         | 0–2 (0 %)     | 1–12 (7,69 %)   |

### Semifinaler og finale
| Semifinaler | Semifinaler        | Semifinaler | Semifinaler | Semifinaler |  |   | Finale       | Finale     | Finale | Finale | Finale |
|             |                    |             |             |             |  |   |              |            |        |        |        |
| 1           | Aryna Sabalenka    | 6           | 3           |             |  |   |              |            |        |        |        |
| 3           | Coco Gauff         | 7           | 6           |             |  |   | 3            | Coco Gauff | 3      | 6      | 7      |
| 7           | Zheng Qinwen       | 6           | 7           |             |  | 7 | Zheng Qinwen | 6          | 4      | 6      |        |
| 8           | Barbora Krejčíková | 3           | 5           |             |  |   |              |            |        |        |        |

## Damedouble

### Deltagere
Damedoubleturneringen havde deltagelse af otte par. Følgende spillere havde kvalificeret sig til mesterskabet:
| Spiller                              | Kvalifikationsdato | Ref.   |
| ------------------------------------ | ------------------ | ------ |
| Ljudmyla Kitjenok Jeļena Ostapenko   | 12. september 2024 | [ 14 ] |
| Hsieh Su-Wei Elise Mertens           | 16. september 2024 | [ 15 ] |
| Sara Errani Jasmine Paolini          | 7. oktober 2024    | [ 16 ] |
| Gabriela Dabrowski Erin Routliffe    | 7. oktober 2024    | [ 16 ] |
| Kateřina Siniaková Taylor Townsend   | 7. oktober 2024    | [ 16 ] |
| Caroline Dolehide Desirae Krawczyk   | 14. oktober 2024   | [ 10 ] |
| Chan Hao-Ching Veronika Kudermetova  | 17. oktober 2024   | [ 17 ] |
| Nicole Melichar-Martinez Ellen Perez | 17. oktober 2024   | [ 17 ] |

### Grupper
Spillerne blev ved lodtrækning inddelt i to grupper, således at 1.- og 2.-seedet kom i hver sin gruppe, 3.- og 4.-seedet kom i hver sin gruppe osv.
| Grøn gruppe                              | Hvid gruppe                             |
| ---------------------------------------- | --------------------------------------- |
| Ljudmyla Kitjenok Jeļena Ostapenko [1]   | Gabriela Dabrowski Erin Routliffe [2]   |
| Hsieh Su-Wei Elise Mertens [3]           | Sara Errani Jasmine Paolini [4]         |
| Nicole Melichar-Martinez Ellen Perez [6] | Caroline Dolehide Desirae Krawczyk [5]  |
| Kateřina Siniaková Taylor Townsend [8]   | Chan Hao-Ching Veronika Kudermetova [7] |

### Gruppespil

#### Grøn gruppe
| Dato        | Vinder                               | Taber                                | Resultat         |
| ----------- | ------------------------------------ | ------------------------------------ | ---------------- |
| 2. november | Nicole Melichar-Martinez Ellen Perez | Hsieh Su-Wei Elise Mertens           | 1–6, 6–1, [10–6] |
| 2. november | Kateřina Siniaková Taylor Townsend   | Ljudmyla Kitjenok Jeļena Ostapenko   | 3–6, 6–3, [11–9] |
| 4. november | Kateřina Siniaková Taylor Townsend   | Nicole Melichar-Martinez Ellen Perez | 6–2, 6–2         |
| 4. november | Hsieh Su-Wei Elise Mertens           | Ljudmyla Kitjenok Jeļena Ostapenko   | 6–1, 6–3         |
| 6. november | Nicole Melichar-Martinez Ellen Perez | Ljudmyla Kitjenok Jeļena Ostapenko   | 6–1, 6–3         |
| 6. november | Kateřina Siniaková Taylor Townsend   | Hsieh Su-Wei Elise Mertens           | 3–6, 6–3, [10–8] |

| Spillere                                 | Kampe (V-T) | Sæt (V-T)     | Partier (V-T)   |
| ---------------------------------------- | ----------- | ------------- | --------------- |
| Kateřina Siniaková Taylor Townsend [8]   | 3–0         | 6–2 (75 %)    | 32–22 (59,26 %) |
| Nicole Melichar-Martinez Ellen Perez [6] | 2–1         | 4–3 (57,14 %) | 24–23 (51,06 %) |
| Hsieh Su-Wei Elise Mertens [3]           | 1–2         | 4–4 (50 %)    | 28–22 (56 %)    |
| Ljudmyla Kitjenok Jeļena Ostapenko [1]   | 0–3         | 1–6 (14,29 %) | 17–34 (33,33 %) |

#### Hvid gruppe
| Dato        | Vinder                              | Taber                               | Resultat            |
| ----------- | ----------------------------------- | ----------------------------------- | ------------------- |
| 3. november | Gabriela Dabrowski Erin Routliffe   | Chan Hao-Ching Veronika Kudermetova | 7–6(6), 6–4         |
| 3. november | Sara Errani Jasmine Paolini         | Caroline Dolehide Desirae Krawczyk  | 1–6, 6–1, [10–4]    |
| 5. november | Gabriela Dabrowski Erin Routliffe   | Sara Errani Jasmine Paolini         | 1–6, 7–6(1), [11–9] |
| 5. november | Chan Hao-Ching Veronika Kudermetova | Caroline Dolehide Desirae Krawczyk  | 3–6, 6–3, [10–7]    |
| 7. november | Gabriela Dabrowski Erin Routliffe   | Caroline Dolehide Desirae Krawczyk  | 4–6, 6–3, [10–6]    |
| 7. november | Chan Hao-Ching Veronika Kudermetova | Sara Errani Jasmine Paolini         | 3–6, 7–6(3), [11–9] |

| Spillere                                | Kampe (V-T) | Sæt (V-T)     | Partier (V-T)   |
| --------------------------------------- | ----------- | ------------- | --------------- |
| Gabriela Dabrowski Erin Routliffe [2]   | 3–0         | 6–2 (75 %)    | 33–31 (51,56 %) |
| Chan Hao-Ching Veronika Kudermetova [7] | 2–1         | 4–4 (50 %)    | 31–34 (47,69 %) |
| Sara Errani Jasmine Paolini [4]         | 1–2         | 4–5 (44,44 %) | 32–27 (54,24 %) |
| Caroline Dolehide Desirae Krawczyk [5]  | 0–3         | 3–6 (33,33 %) | 25–29 (46,3 %)  |

### Semifinaler og finale
| Kateřina Siniaková |
| Taylor Townsend    |

| Chan Hao-Ching       |
| Veronika Kudermetova |

| Kateřina Siniaková |
| Taylor Townsend    |

| Nicole Melichar-Martinez |
| Ellen Perez              |

| Gabriela Dabrowski |
| Erin Routliffe     |

| Gabriela Dabrowski |
| Erin Routliffe     |